# 혼다 타카코
혼다 타카코(일본어: 本田 貴子 ほんだ たかこ[*], 1972년 8월 14일 ~ )는 일본의 여성 성우. 도쿄도 출신. 오사와 사무소 소속.